# Papusza
Bronisława Wajs, coneguda com a Papusza (Lublin, 17 d'agost de 1908 o 10 de maig de 1910 - Inowrocław, 8 de febrer de 1987) va ser una poeta polonesa i cantant, d'ètnia romaní. Papusza (que significa "nina" en romaní), va néixer en una família de nòmades. Hi ha més de trenta col·leccions al seu nom. Ha deixat una gran part del seu text escrit que descriu la seva vida gitana, i on expressa apassionadament la magnitud dels sofriments del seu poble durant la guerra, no només com a font de fortalesa i esperança pels romanís, sinó també en clau de l'amor que té per la vida i la naturalesa. Per això va ser inclosa el 1962 en la Unió Polonesa d'Escriptors. Les seves obres van ser publicades per Julian Tuwim i Jerzy Ficowski, entre d'altres, i traduïdes a diversos idiomes, com ara l'alemany, l'anglès, el francès, l'espanyol, el suec i l'italià. Algunes de les seves poesies es van incloure el 1998 en el llibre "The Roads of Roma: A PEN Anthology of Gypsy Writers"

## Volums publicats
- Peuśni Papuszy (Wrocław, 1956),
- Peuśni mówione (Łódź, 1973),
- Lesie, ojcze mój (Warszawa, 1990).